# Greatest Hits Vol. 1 (Korn)
Greatest Hits Vol. 1 è la prima raccolta del gruppo musicale statunitense Korn, pubblicata il 5 ottobre 2004 dalla Epic Records e dalla Immortal Records.

## Descrizione
Contiene i singoli più noti dei loro album pubblicati tra il 1994 e il 2003, un remix di Freak on a Leash, la cover di Another Brick in the Wall dei Pink Floyd e quella di Word Up! dei Cameo, quest'ultima estratta come singolo nell'agosto 2004.

## Tracce
1. Word Up! – 2:53 – originariamente interpretata dai Cameo
2. Another Brick in the Wall (Parts 1, 2, 3) – 7:00 – originariamente interpretata dai Pink Floyd
3. Y'All Want a Single – 3:38
4. Right Now – 3:15
5. Did My Time – 4:07
6. Alone I Break – 4:36
7. Here to Stay – 4:32
8. Trash – 3:27
9. Somebody Someone – 3:47
10. Make Me Bad – 3:55
11. Falling Away from Me – 4:31
12. Got the Life – 3:48
13. Freak on a Leash – 4:15
14. Twist – 0:49
15. A.D.I.D.A.S. – 2:32
16. Clown – 4:36
17. Shoots and Ladders – 5:23
18. Blind – 4:18
19. Freak on a Leash (Dante Ross Mix) – 4:45

Live at CBGB – DVD bonus
1. Right Now
2. Here to Stay
3. Did My Time
4. Got the Life
5. Freak on a Leash
6. Falling Away from Me
7. Blind

## Formazione
Gruppo
- Jonathan Davis – voce, cornamusa
- Brian "Head" Welch – chitarra
- David Silveria – batteria
- Fieldy – basso
- James "Munky" Shaffer – chitarra

Altri musicisti
- Baby Nathan – voce aggiuntiva (traccia 15)

## Classifiche
| Classifica (2004)          | Posizione massima |
| -------------------------- | ----------------- |
| Australia                  | 8                 |
| Austria                    | 10                |
| Belgio (Fiandre)           | 35                |
| Belgio (Vallonia)          | 38                |
| Canada                     | 6                 |
| Finlandia                  | 20                |
| Germania                   | 17                |
| Italia                     | 31                |
| Norvegia                   | 12                |
| Nuova Zelanda              | 3                 |
| Paesi Bassi                | 60                |
| Portogallo                 | 12                |
| Regno Unito                | 22                |
| Regno Unito (rock & metal) | 3                 |
| Stati Uniti                | 4                 |
| Svizzera                   | 22                |